# James Sclater
James S. Sclater (Mobile (Alabama), 24 oktober 1943) is een Amerikaans componist, muziekpedagoog, dirigent en klarinettist.

## Levensloop
Sclater studeerde in het hoofdvak klarinet bij Gomer Pound aan de Universiteit van Southern Mississippi in Hattiesburg. Aldaar behaalde hij zijn Bachelor of Music en zijn Master of Music. Aansluitend promoveerde hij in 1970 aan de Universiteit van Texas in Austin (Texas) tot Doctor of Musical Arts in compositie. 
Vanaf 1970 is hij docent en werd later professor aan het Mississippi College in Clinton (Mississippi). Hij doceert muziektheorie, contrapunt en orkestratie. 
Hij is gehuwd met de muzikante Judy Davis en zij hebben samen een dochter Patricia Ann. 
Als klarinettist werkte hij gedurende 29 jaar mee in het Mississippi Symphony Orchestra
Zijn werken werden zowel in de Verenigde staten alsook in het buitenland uitgevoerd. Zijn kameropera The Christmas Gift is een topper van het Kinder Musical Theater in Tsjerepovets, in de Russische Oblast Vologda. Hij won in 1974 de Ostwald prijs en kreeg verschillende onderscheidingen van de American Society of Composers, Authors and Publishers (ASCAP). In 2012 werd hij opgenomen in de Mississippi Musicians Hall of Fame.

## Composities

### Werken voor orkest
- 1967 Three personality studies, voor kamerorkest
- 1967 Adagio, voor strijkorkest
- 1970 Symfonie Nr. 1, voor orkest
- 1975 Introduction to the orchestra - Variations on "Yankee Doodle", voor orkest
- 1976 American Images, voor spreker en orkest -tekst: Alex McKeigney
- 1987 Overture to "The Christmas Gift", voor kamerorkest
- 1989 Concerto for orchestra - Images from Welty, voor orkest
- 1994 Fiddle-ation, voor solo fiddle en orkest
- 1997 Morgana - Music for an Imaginary Town, voor orkest

### Werken voor harmonieorkest
- 1965 Essay for Winds
- 1966 Sinfonia voor solo blazerskwintet en harmonieorkest
- 1970 Columbia-Eagle March
- 1971 Prelude and Variations on "Gone is my Mistress"
- 1971 Festival Fanfare, voor groot koper ensemble en slagwerk
- 1972 Olympiad Overture
- 1972 Requiescant in Pace
- 1973 Visions (Ostwald prijs winner in 1974)
- 1975 Coventry Variations
- 1977 Mobile Suite (ter gelegenheid van de 275e verjaardag van zijn geboortestad)
- 1977 Symfonie Nr. 2, voor harmonieorkest
- 1991 ...Moments in Time and Passing
- 1996 Huehueteotl - God of Fire

### Toneelwerken

#### Opera's
- 1987 The Christmas Gift, kameropera

### Werken voor koren
- 1978 Three Psalms, voor gemengd koor - tekst: Mark van Doren
- 1979 Wondrous Love, voor gemengd koor
- 1980 Music: to Music, voor gemengd koor - tekst: Robert Herrick
- 1981 Lord's Prayer, voor gemengd koor
- 1981 Vier Herrick songs, voor gemengd koor - tekst: Robert Herrick
  1. To Daffadils
  2. Man is a watch
  3. To Daisies, not to shut so soone
  4. Musick, thou Queen of Heaven
- 1985 Sing me a glad song, voor gemengd koor, koperblazers en slagwerk
- 1986 Sacred harp fantasy, voor gemengd koor
- 1991 King of Love, voor gemengd koor en piano
- 1993 Veni, Immanuel, voor gemengd koor en piano
- 1993 Four modern carols, voor gemengd koor
  1. A Child this Day
  2. Lullay my linking
  3. On Christmas Night
  4. Nowel
- 1995 A marriage blessing, voor gemengd koor
- 1995 Seeter Music, voor gemengd koor - tekst: Robert Herrick
- 1996 Neath Unwatching Stars, voor gemengd koor
- 1996 A Son Is Born - Four Christmas motets, voor gemengd koor
  1. O Magnum Mysterium
  2. Puer Natus
  3. Videntes Stellam
  4. Quem Vidistis
- 1997 Prayer for a wedding, voor gemengd koor
- 1999 Song of Gladness, voor gemengd koor
- 1999 Saviour, like a Sheperd lead us, voor gemengd koor en orgel
- 1999 A quiet Alleluia, voor gemengd koor
- 2000 Lord of Life, voor gemengd koor en harp
- 2001 Seeter Music, voor gemengd koor
- 2001 Seven sacred harp Anthems, voor gemengd koor
- 2002 The Humble Heart, voor vrouwenkoor en piano
- 2003 If thou but suffer God to guide thee, voor gemengd koor en orgel

### Vocale muziek
- 1970 Visions of the Infinite, voor bariton, dwarsfluit en cello
- 1972 Four Songs, voor zangstem en klarinet - tekst: Emily Dickinson
- 1976 Songs of Time and Passing, voor hoge stem en piano - tekst: Emily Dickinson
- 1978 Kinderscenen, voor mezzosopraan en dwarsfluit - tekst: James Stephens, James Agee en de componist
- 1979 Child in the Manger, voor sopraan of tenor solo, dwarsfluit, gemengd koor en orgel
- 1980 Eratic behavior, voor mezzosopraan en altsaxofoon (of: klarinet)
- 1983 A Chain of Blossoms, voor sopraan solo, vrouwenkoor en orkest - tekst: Emily Dickinson
- 1983 Devilish Mary, voor tenor, bariton en piano
- 1984 Shaker Lyrics, voor bariton en piano
- 1988 Patchenpoems, voor middenstem, dwarsfluit en klarinet
- 1988 Three Songs, voor hoge stem en piano - tekst: Emily Dickinson
  1. Snow
  2. Most she touched me
  3. Over the fence
- 1990 Memento nostri Domine, voor sopraan solo, gemengd koor en klarinet
- 1991 Songs from "Telephone Poles", voor sopraan en piano
- 1992 But love is not a simple song, voor sopraan en piano
- 1994 Lullabye for a first Grandchild, voor middenstem en piano
- 1995 Witness to matters Human and Divine, voor spreker, sopraan solo, cello, gemengd koor en orkest - tekst: James Agee
- 1996 Lenten Service Music, voor mezzosopraan solo, gemengd koor en orgel
- 1996 Remembrance, voor zangstem en kamerorkest
- 1998 Mary had a son, voor sopraan solo, gemengd koor, cello en harp
- 1998 Beyound the Rainbow, voor zangstem en piano - tekst: Ovid Vickers
- 2000 Lullay my Liking, voor 3 sopranen solo, unisono koor en orgel
- 2002 Chaminade Songs, voor zangstem en piano 
  1. Describing Miss Cecile
  2. Laissez les vieux temps roulez
- 2002 Within the circles, voor sopraan, mezzosopraan en piano
- 2003 You spotted Snakes, voor middenstem en gitaar
- 2004 Lux Aeterna, voor sopraan, gemengd koor en orkest
- 2006 Light Upon Silver - 25 songs, voor zangstem en piano

### Kamermuziek
- 1968 Trio, voor dwarsfluit, klarinet en fagot
- 1971 Suite, voor klarinet en piano
- 1972 Koperkwintet Nr.1
- 1973 Concert Piece, voor koperkwintet
- 1978 Christmas Suite, voor blazerskwintet
- 1981 Soundings, voor acht trompetten
- 1987 Chamber-Concerto, voor klarinet solo en strijkers (onvoltooid)
- 1988 Six Inventions, voor hobo, klarinet en fagot
- 1989 Stately Processional, voor koperblazers en orgel
- 1993 Six Folk Song studies, voor klarinet en piano
- 1993 Rumanian Whirling Dance, voor klarinet en piano
- 1994 Character Sketches - Theme, varitions and fughetta, voor klarinet en piano
- 1996 Clarinet Poker, voor sopraanklarinet, basklarinet en contrabasklarinet
- 1996 Divertimento - "Famous couples", voor twee klarinetten
- 1998 Fanfare and Dialogue, voor twee klarinetten
- 2000 A quiet Song for Elizabeth, voor klarinet en piano
- 2001 Flanagan's good Ale, voor koperkwintet en slagwerk
- 2001 Images of Southern Religion, voor orgel en koperkwintet 
  1. Gathering of the Saints and Sinners
  2. Invoking the Image of an angry God
  3. Fire and Brimstone Tent Preacher
  4. Love Offering
  5. Handling the Serpents
  6. Call and Response
- 2002 Shadow Lines, voor hoorn en orgel

### Werken voor orgel
- 1989 Sexteen alternate Hymn Harmonizations
- 1990 Three Choral Improvisations
- 1998 Prelude on "A good King Wenceslas"

### Werken voor piano
- 1974 Sonata, voor piano
- 1997 Three Anniversaries
- 2000 Celebration Waltzes
- 2000 A little dance for Lisa
- 2002 Red Scarf, Rag stomp
- 2002 Waltz on the name of Cécile Chaminade
- 2002 Variations and Toccata on a theme by Paganini
- Suite, voor twee piano's

### Werken voor harp
- 1998 Four Etudes, voor solo harp
- 2000 Lenten Sketches
- 2001 Four Etudes, voor solo harp